# PL-12
El PL-12 (chino: 霹雳 -12; pinyin: Pī Lì-12; literalmente: "Thunderbolt-12") es un misil aire-aire chino, capaz de abatir  objetivos enemigos más allá del alcance visual, guiado por radar y desarrollado por la República Popular China, es considerado un misil comparable al AMRAAM estadounidense y al Vympel ruso.

## Desarrollo
La primera información pública del PL-12 del Instituto de Investigación de Tecnología Electrónica de Leihua, luego llamada SD-10, surgió en 2001. El desarrollo fue asistido por Vympel NPO y Agat de Rusia. Se cree que Liang Xiaogeng fue el jefe de diseño. Se realizaron cuatro disparos de prueba exitosos en 2004. Para 2005, el misil también se conocía como el PL-12.

## Descripción
El PL-12 pudo haber utilizado inicialmente el radar y el enlace de datos del R-77 ruso, o los sistemas que se benefician de las transferencias de tecnología de Rusia, siendo los sistemas indígenas el motor de cohete y el fuselaje, entre otros. El PL-12 puede tener un modo de giro pasivo para usar contra los perturbadores y aeronaves AEW.

## Variantes
- SD-10 (ShanDian-10, 闪电 -10) - Versión de exportación del PL-12. También hay un SD-10B.

- DK-10A - Misil tierra-aire con un rango de 3 a 50 km y altitud de 30 ma 20 km. También se llama Sky Dragon 50, SD-50, Tianlong 50, GAS2. Muy similar a NASAMS.

- SD-30: misil de superficie a aire, presentado por primera vez en 2018 Zhuhai Airshow.

- LD-10 (雷电 -10) - Misil antirradiación.

## Operadores

### Operadores actuales
- República Popular de China

Fuerza Aérea del Ejército Popular de Liberación
Ejército Aéreo de Liberación de la Fuerza Aérea Naval
- Pakistán

Fuerza Aérea de Pakistán (PAF), 800 ordenados.
- Marruecos

Misiles DK-10A utilizados por el sistema Sky Dragon 50 SAM.

### Armas similares
AIM-120 AMRAAM
R-77
- Datos: Q1188679